# Победа (Большеколчевское сельское поселение)
Побе́да — опустевший поселок в Кромском районе Орловской области в составе Большеколчевского сельского поселения.

## География
Находится в центральной части Орловской области на расстоянии приблизительно 9 км на юг-юго-восток по прямой от районного центра поселка Кромы.

## История
В начале XX века поселок еще не отмечался на картах. На карте 1941 года уже отмечен был как поселение с 11 дворами. По состоянию на 2020 год опустел.

## Население
Численность населения: 2 человека (русские 100 %) в 2002 году, менее 5 в 2010.